# Bogdo
Bogdo (rusky Богдо) je osada v Achtubinském okrese v Astrachaňské oblasti v Rusku. Žije zde 44 obyvatel (2010).

## Geografie
Vesnice se nachází v severovýchodní části Astrachaňské oblasti, ve vzdálenosti asi 55 km jihovýchodně od okresního města Achtubinsk. Průměrná nadmořská výška obce je 1 metr.
Podnebí je mírné a výrazně kontinentální. Vyznačuje se vysokými teplotami v létě a nízkými teplotami v zimě. Ve vesnici jsou jen velmi nízké srážky.

## Historie
V roce 1907 byla otevřena železniční stanice Bogdo, své jméno získala podle hory Velké Bogdo, která se nachází asi 15 km severně.  V roce 1969 byla na základě rozhodnutí prezidia Nejvyššího sovětu RSFSR železniční stanice Bogdo povýšena na vesnici. Tento rok je považován za založení obce.

## Doprava
Obec leží na Volžské železnici.